# عبد العزيز عادل
عبد العزيز عادل (مواليد 1 فبراير 1995، لاعب كرة قدم قطري يجيد اللعب في خط الوسط مع نادي معيذر.

## مسيرة اللاعب
لعب في نادي قطر ونادي المرخية ونادي الشمال ونادي الخور ونادي معيذر.